# توماس هوم‌وود
توماس هوم‌وود (انگلیسی: Thomas Homewood; ۲۵ سپتامبر ۱۸۸۱ – ۱ فوریهٔ ۱۹۴۵) ورزشکار اهل بریتانیا بود.